# Uniwersytet w Debreczynie
Uniwersytet w Debreczynie (węg. Debreceni Egyetem) – węgierski uniwersytet w Debreczynie. Powstał 1 stycznia 2000 z połączenia czterech debreczyńskich uniwersytetów:
- Uniwersytetu Lajosa-Kossutha
- Uniwersytetu Medycznego
- Uniwersytetu Pedagogicznego
- Akademii Rolniczej

## Wydziały
- Rolniczy (Agrárgazdasági és Vidékfejlesztési Kar)
- Prawo (Állam- és Jogtudományi Kar)
- Medyczny (Általános Orvostudományi Kar)
- Humanistyczny (Bölcsészettudományi Kar)
- Muzyczny, Konserwatorium Debrecen (Debreceni Egyetem Konzervatóriuma)
- Służba zdrowia (Egészségügyi Főiskolai Kar)
- Stomatologiczny (Fogorvostudományi Kar)
- Farmacja (Gyógyszerésztudományi Kar)
- Pedagogiczny (Hajdúböszörményi Pedagógiai Főiskolai Kar)
- Informatyczny (Informatikai Kar)
- Ekonomiczny (Közgazdaságtudományi Kar)
- Kultywacji ziemi (Mezőgazdaságtudományi Kar)
- Techniczny (Műszaki Főiskolai Kar)
- Nauki Przyrodnicze (Természettudományi és Technológiai Kar)

## Galeria

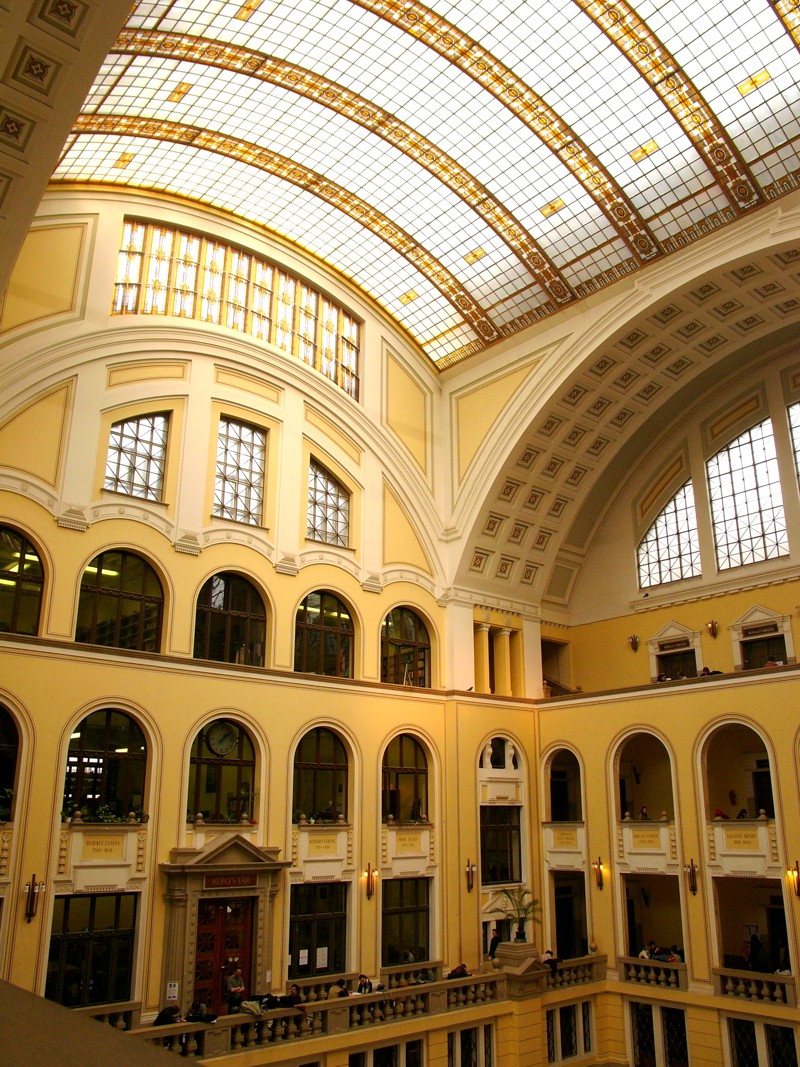
Hol uniwersytetu (Díszudvar)
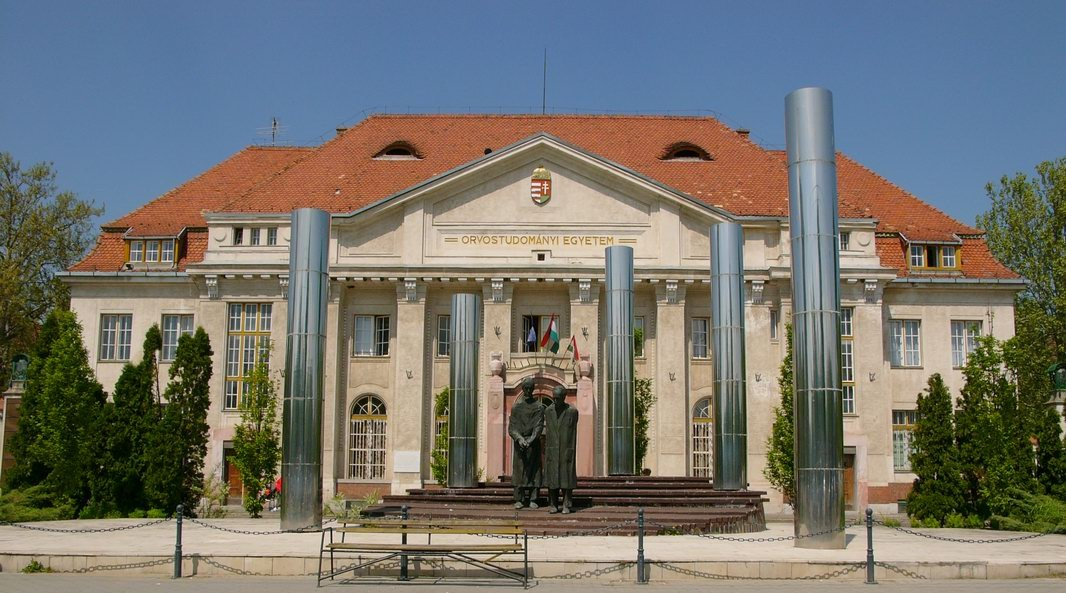
Wydział medyczny
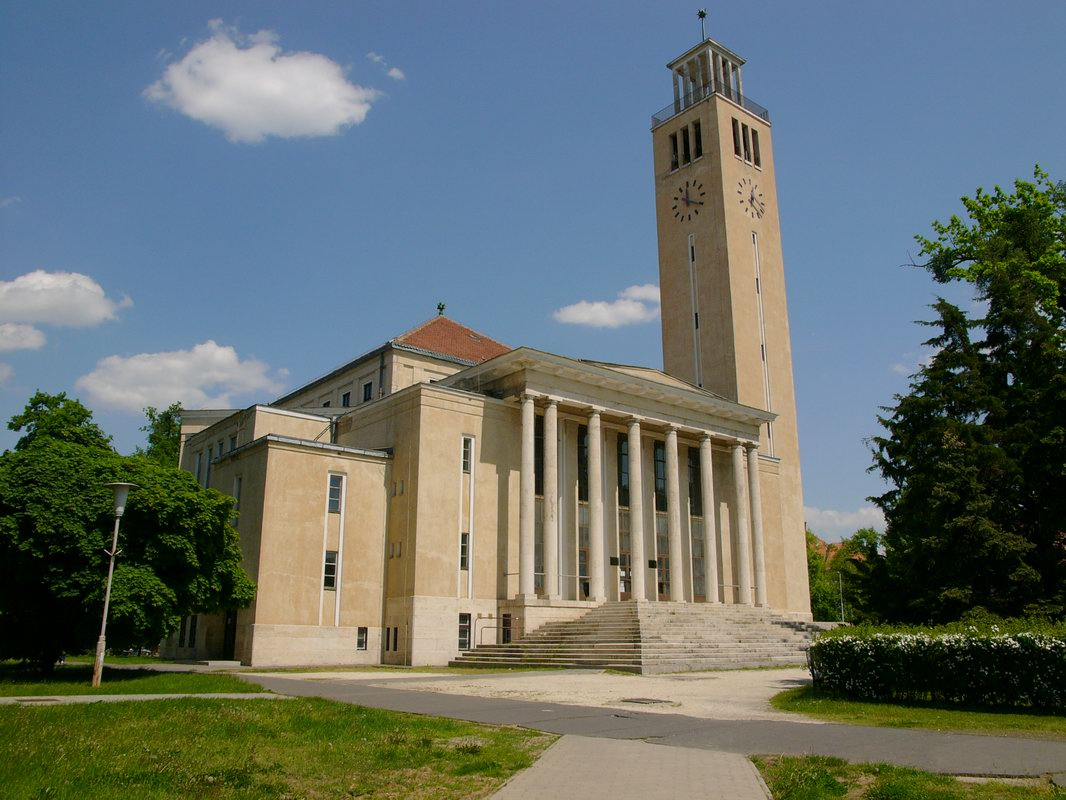
Uniwersytecki kościół ewangelicki
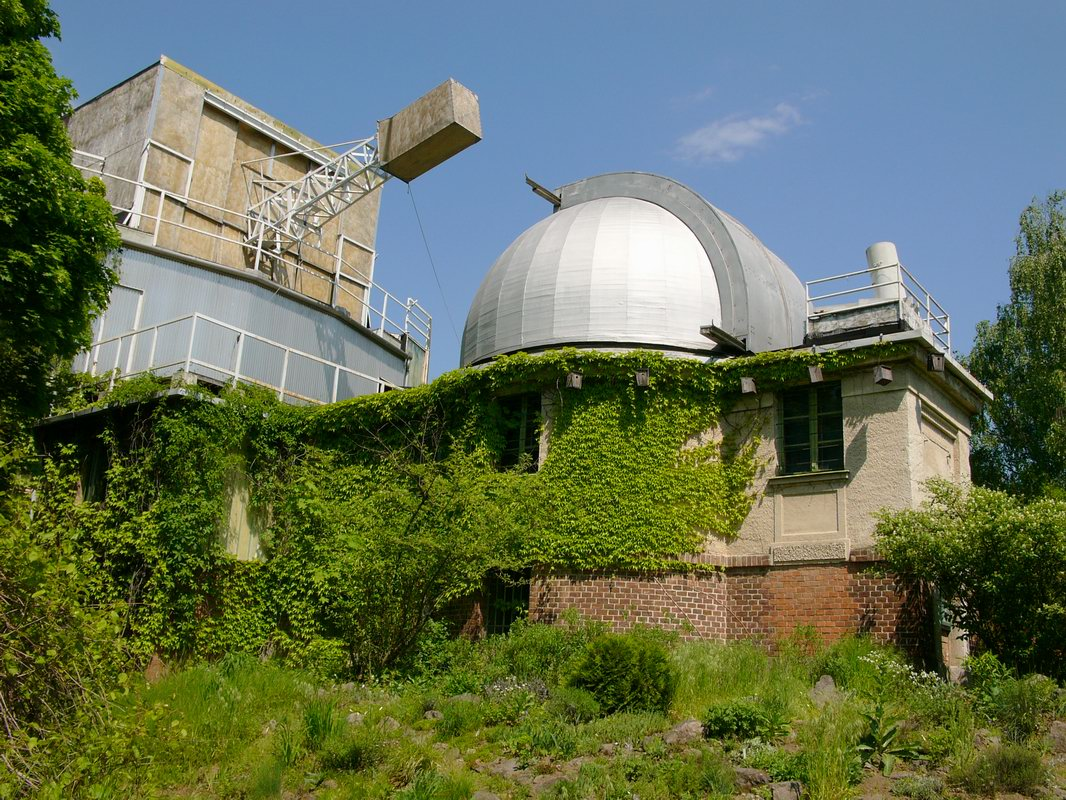
Obserwatorium astronomiczne
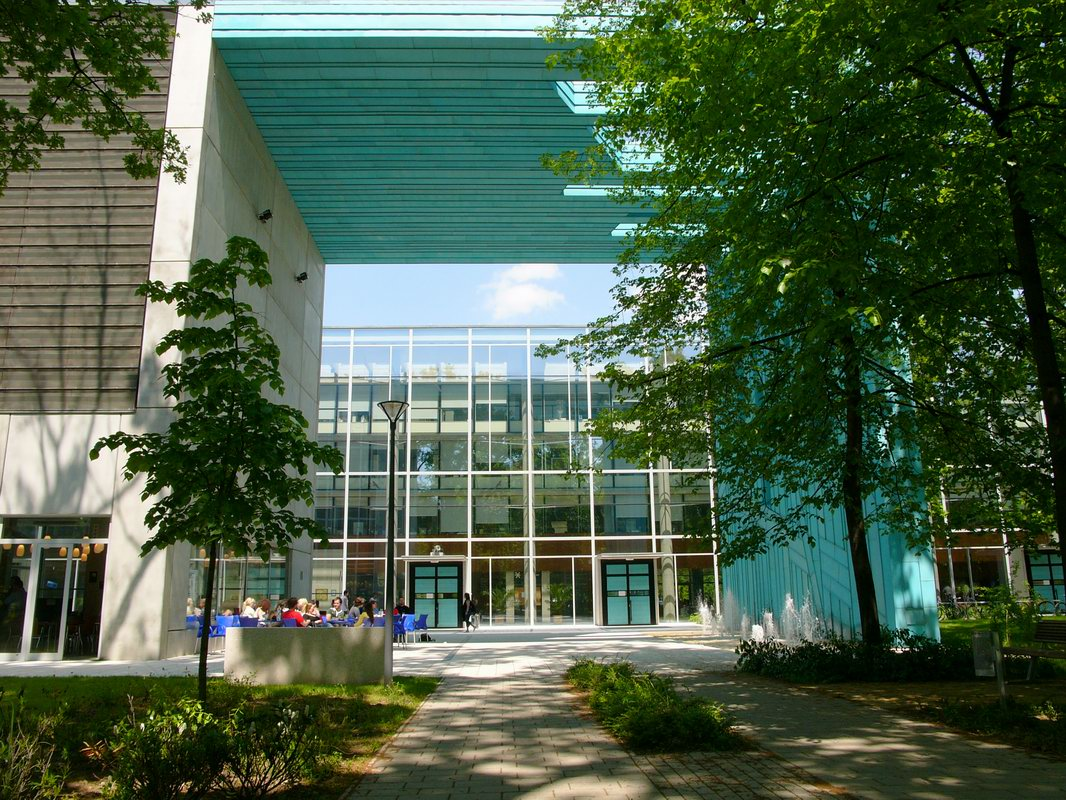
Wydział nauk ścisłych
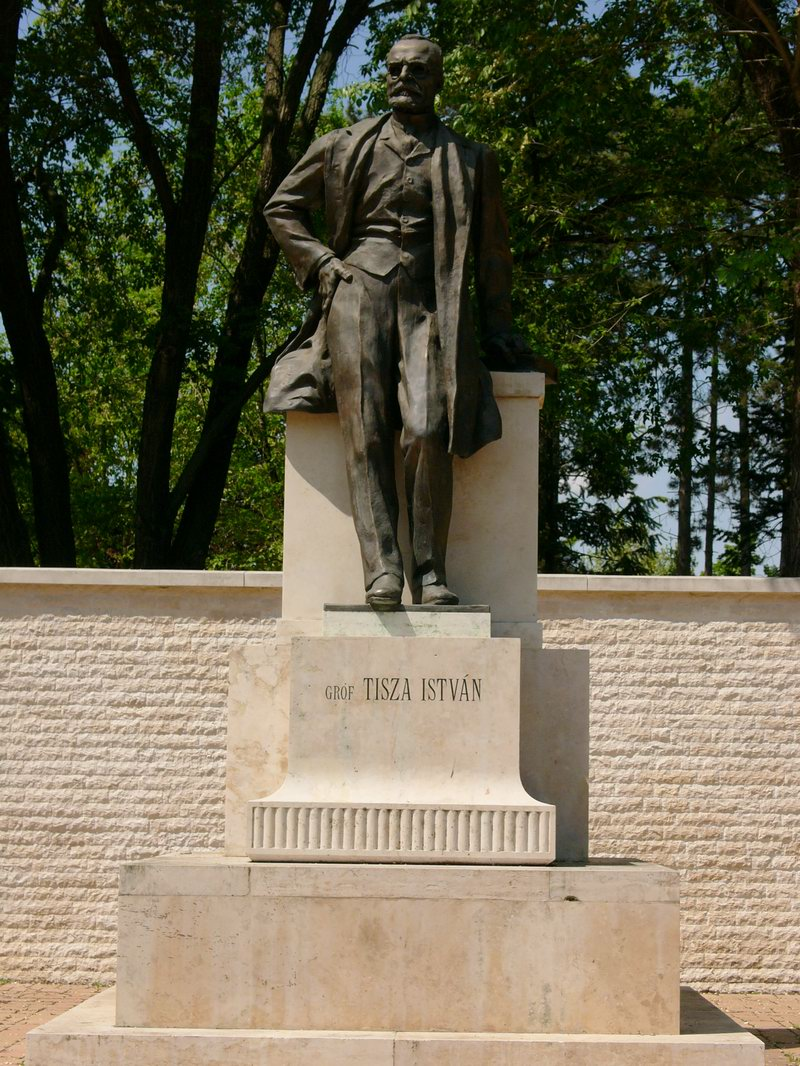
Pomnik Tiszy
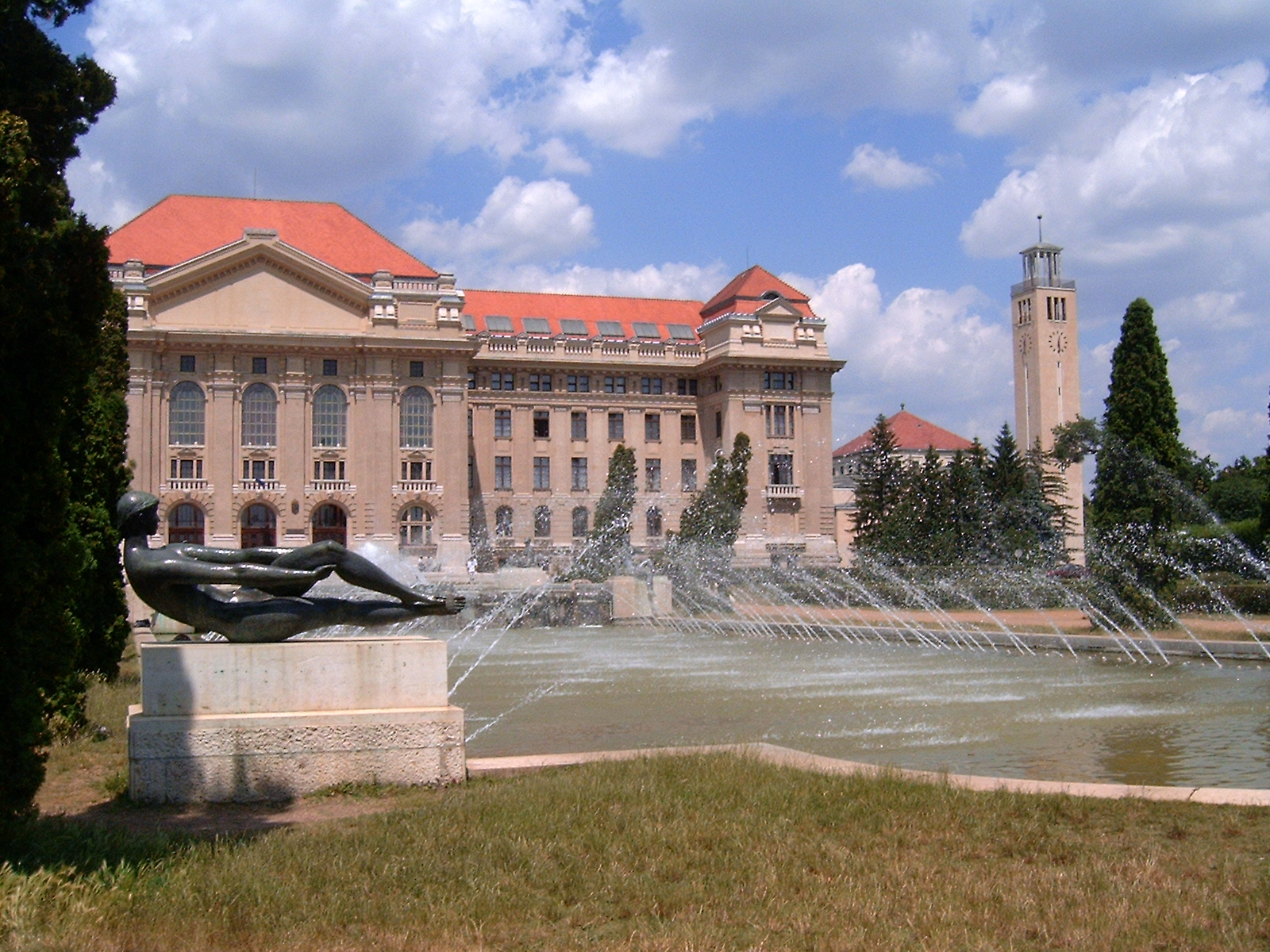
Budynek uniwersytetu debreczyńskiego
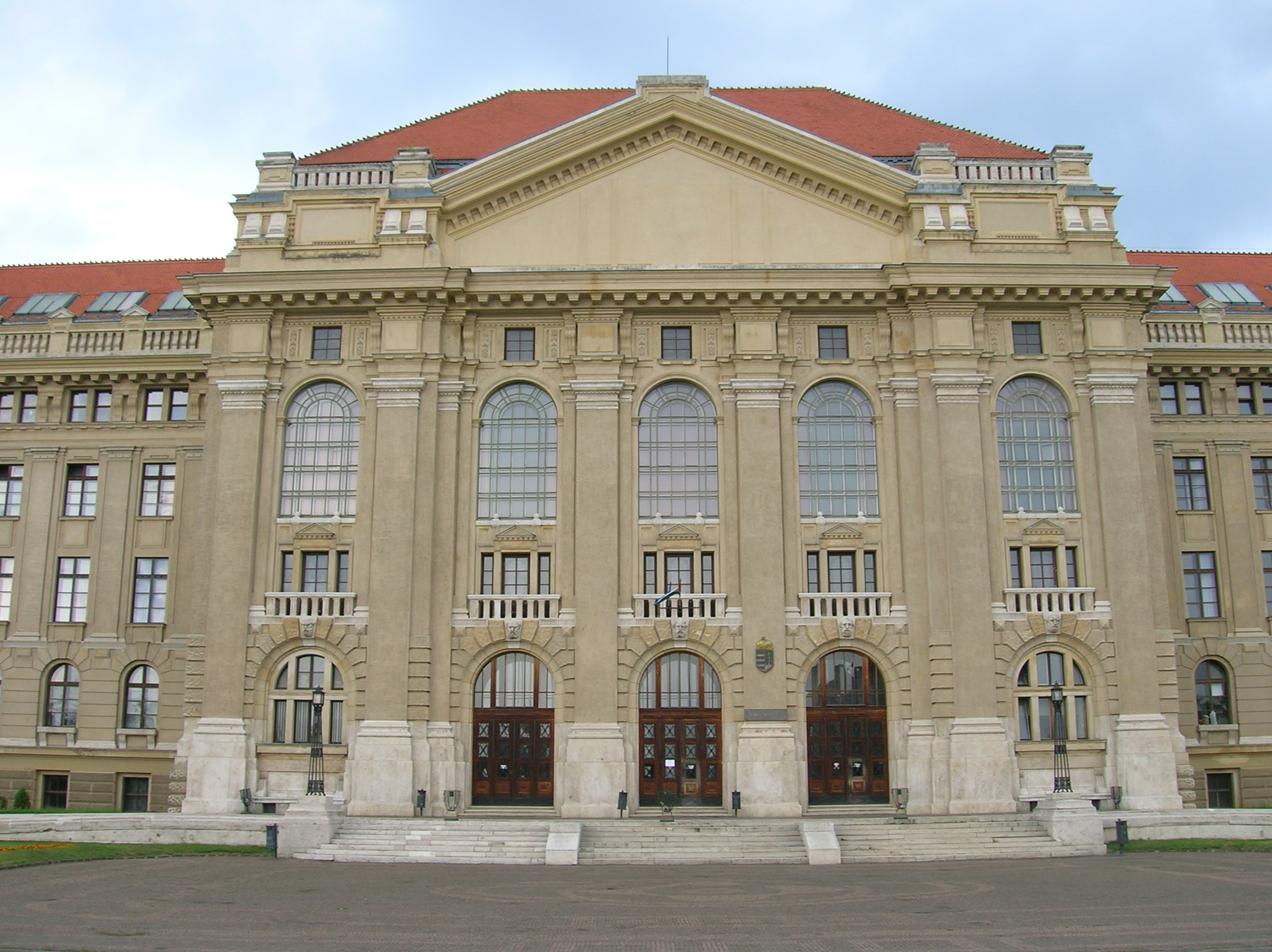
Fasada
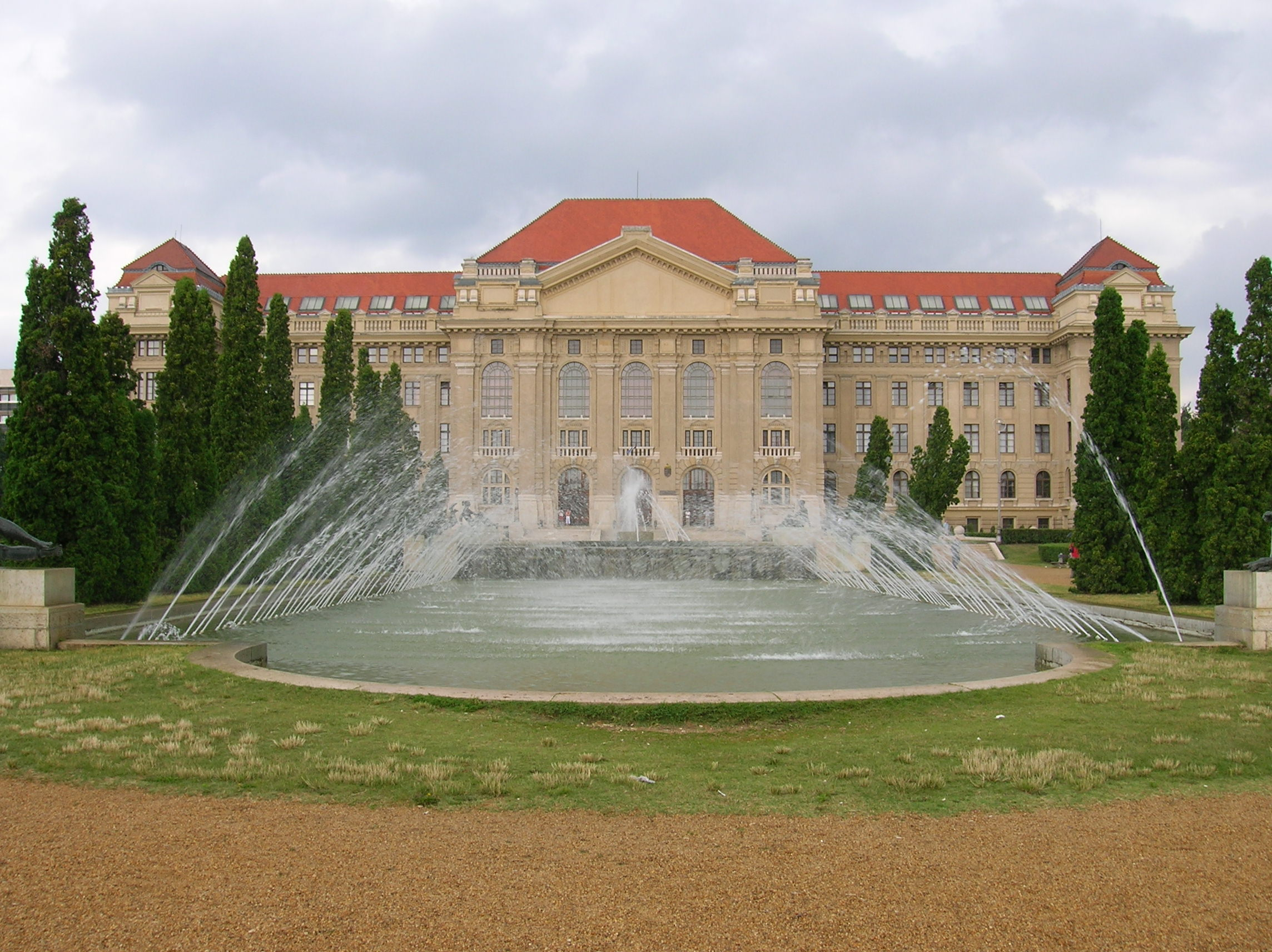
Budynek i fontanna przed Uniwersytetem
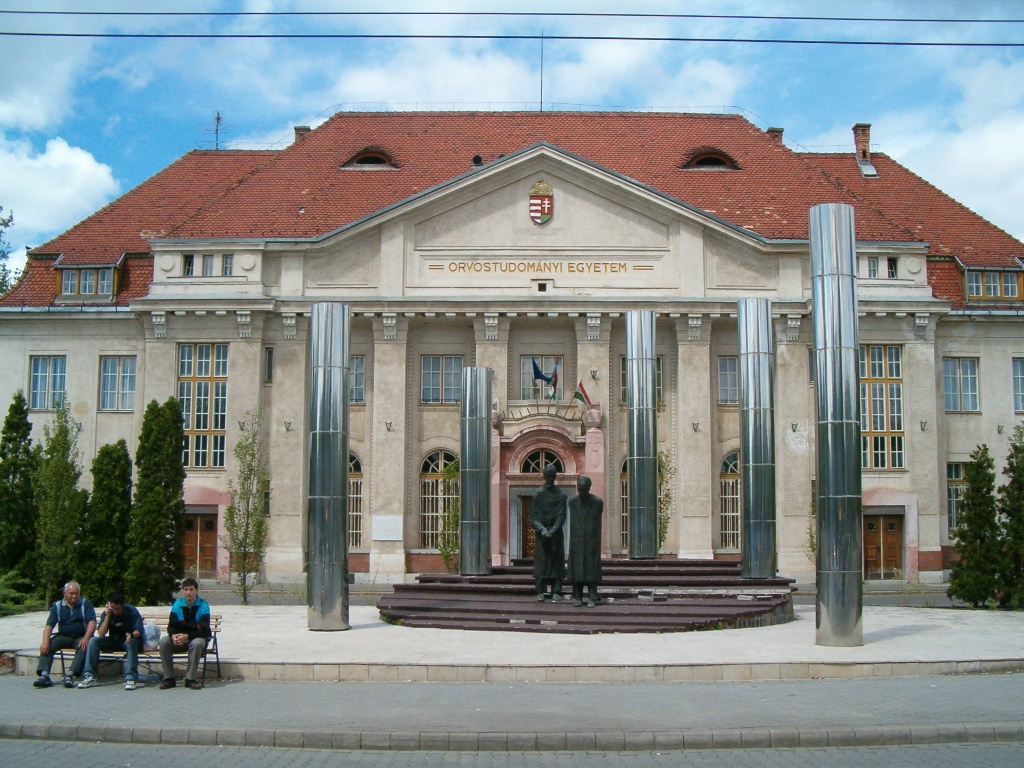
Budynek wydziału medycznego
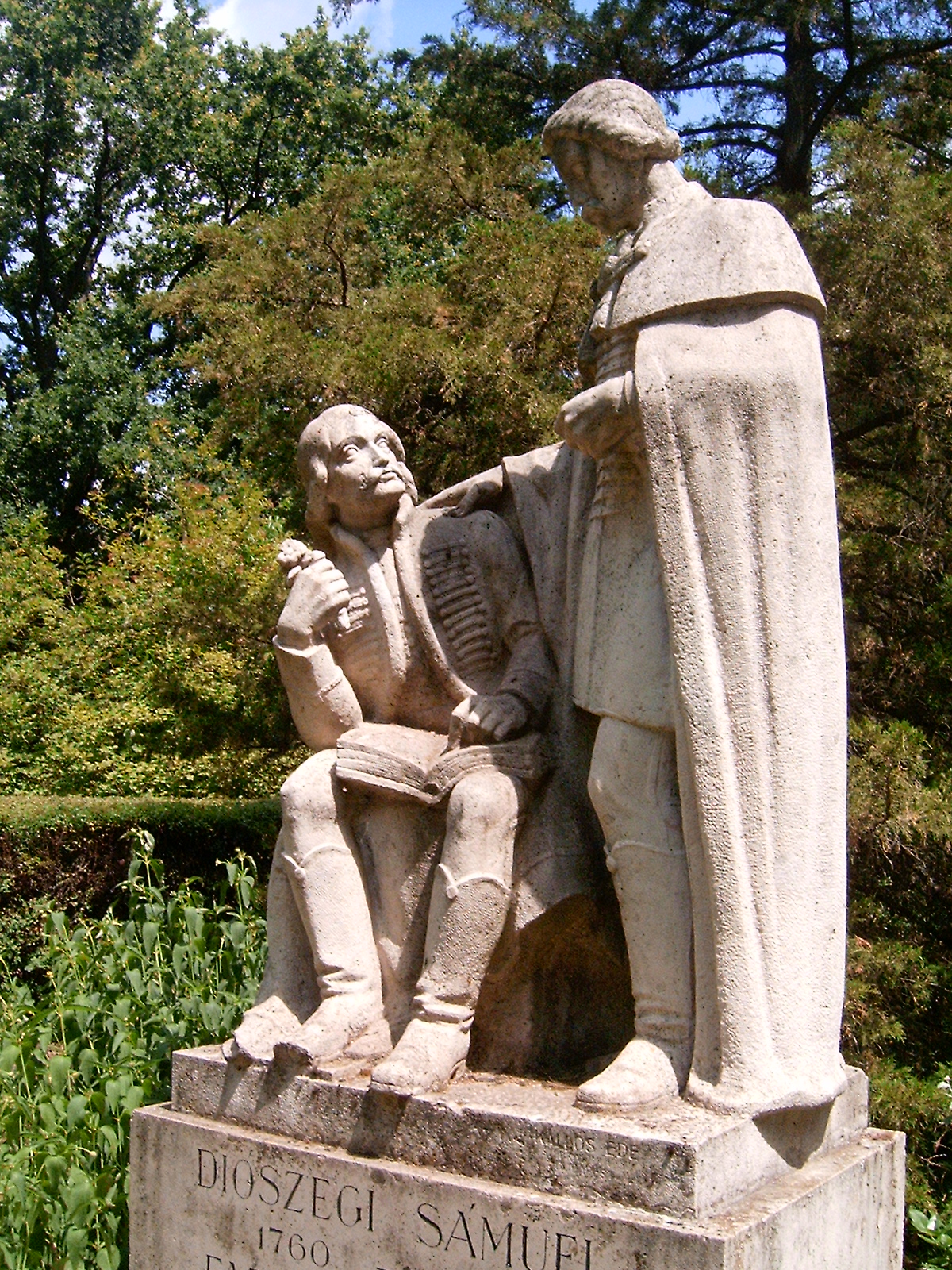
Pomnik założyciela wydziału botanicznego, Samuela Diószegiego i Mihályego Fazekasa, poety węgierskiego
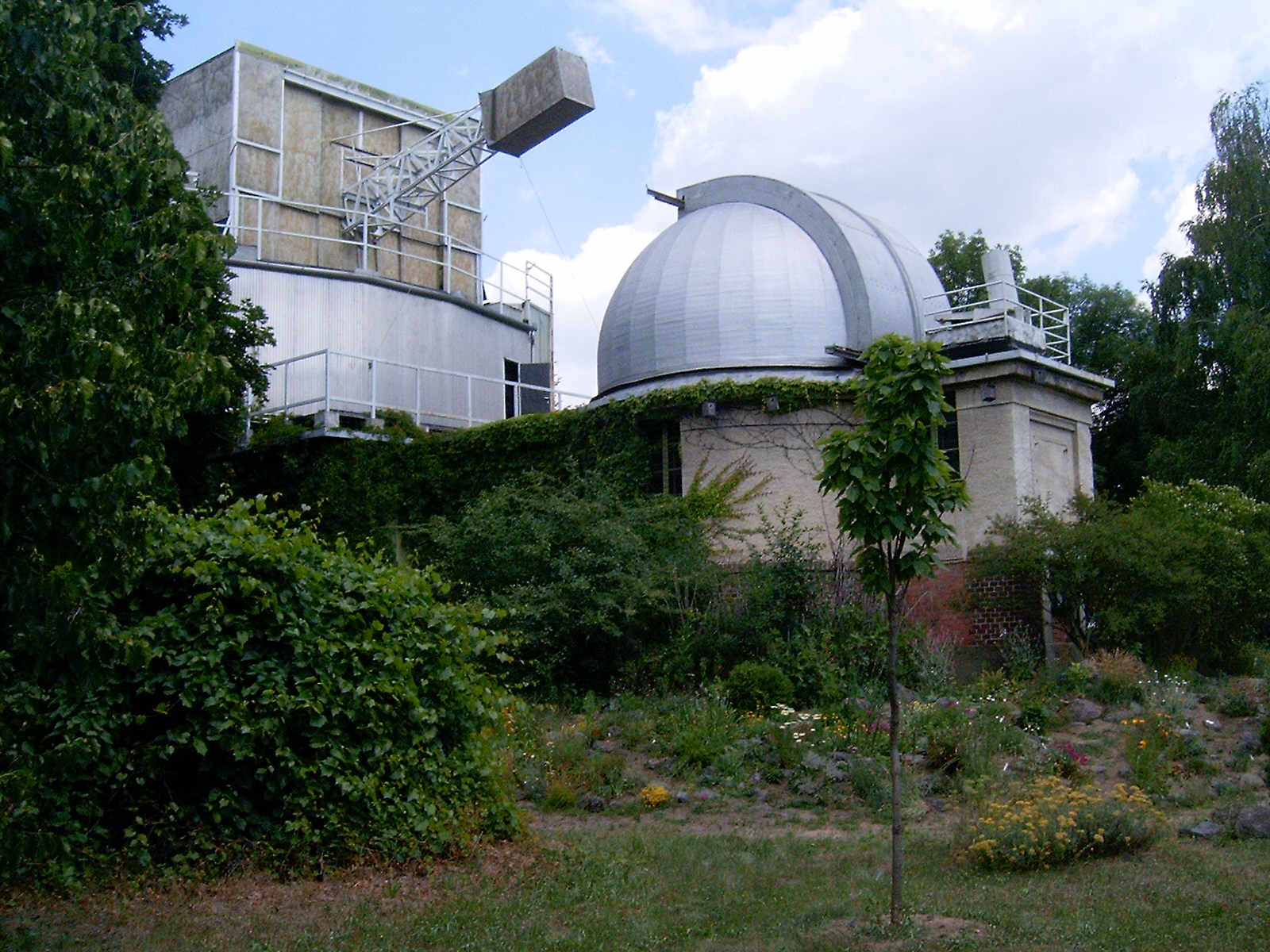
Obserwatorium astronomiczne i ogród botaniczny
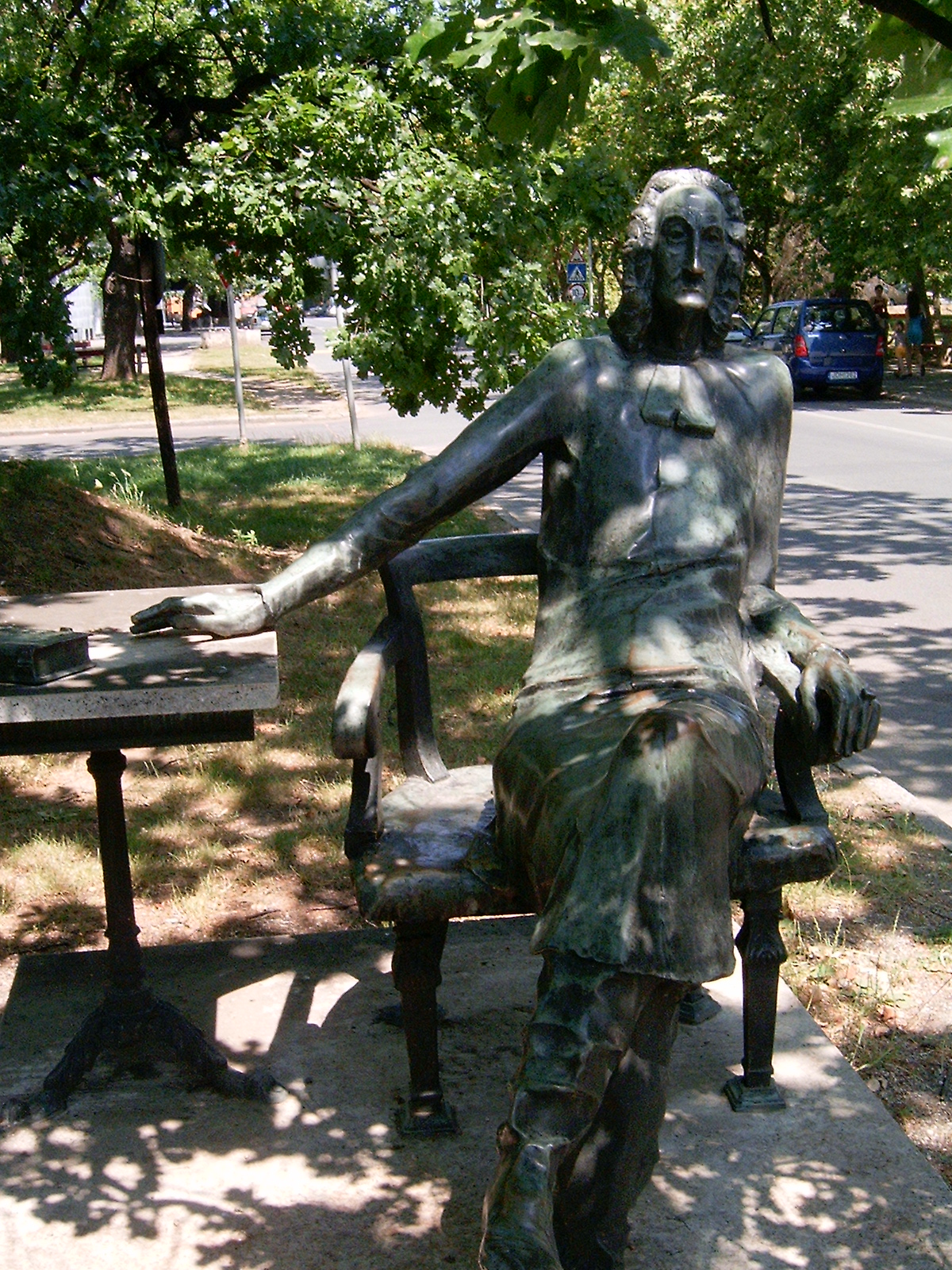
Pomnik Istvána Hatvaniego, profesora nauk politycznych uniwersytetu
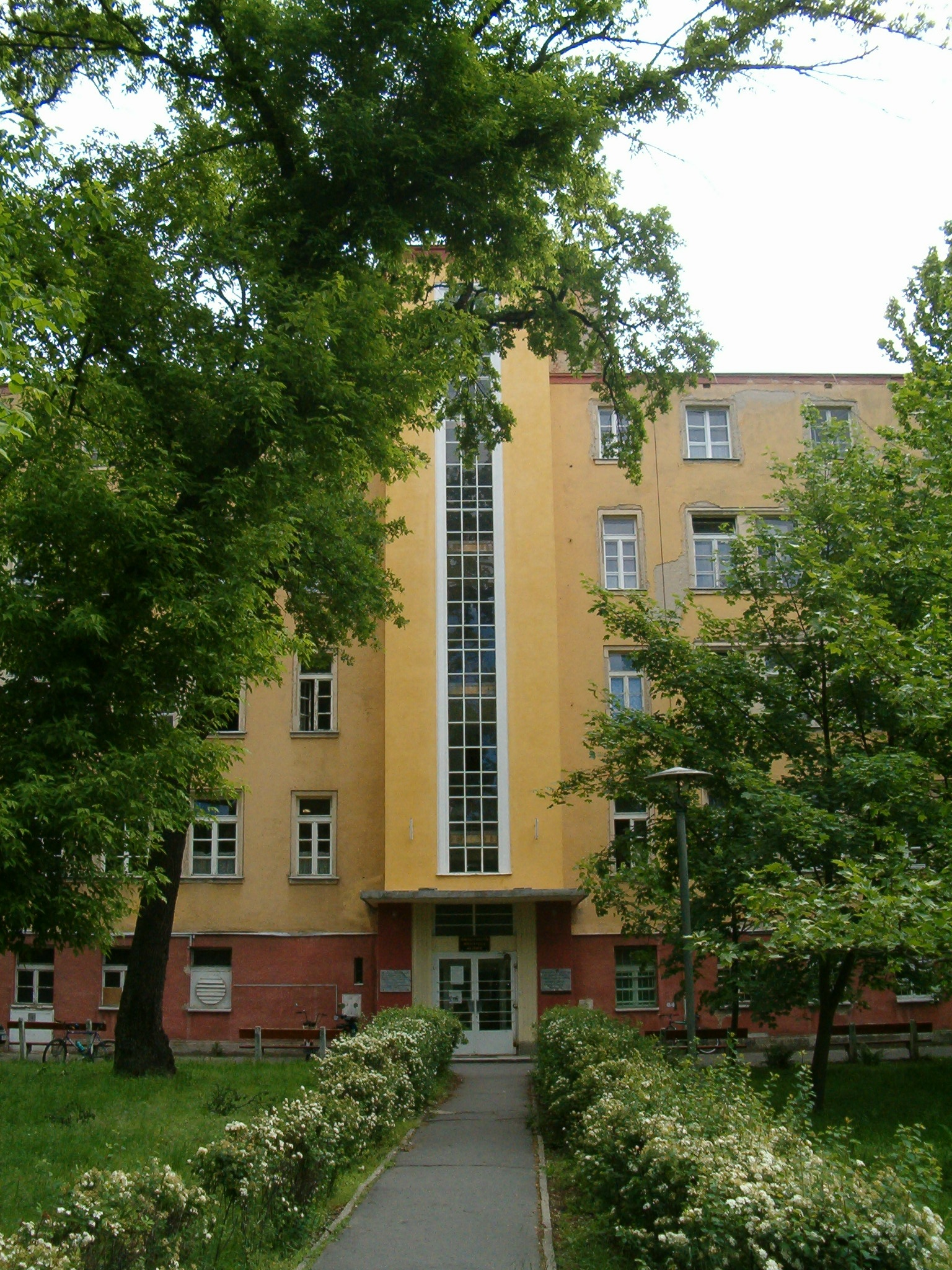
Kolegium im. Gyuly Benczura
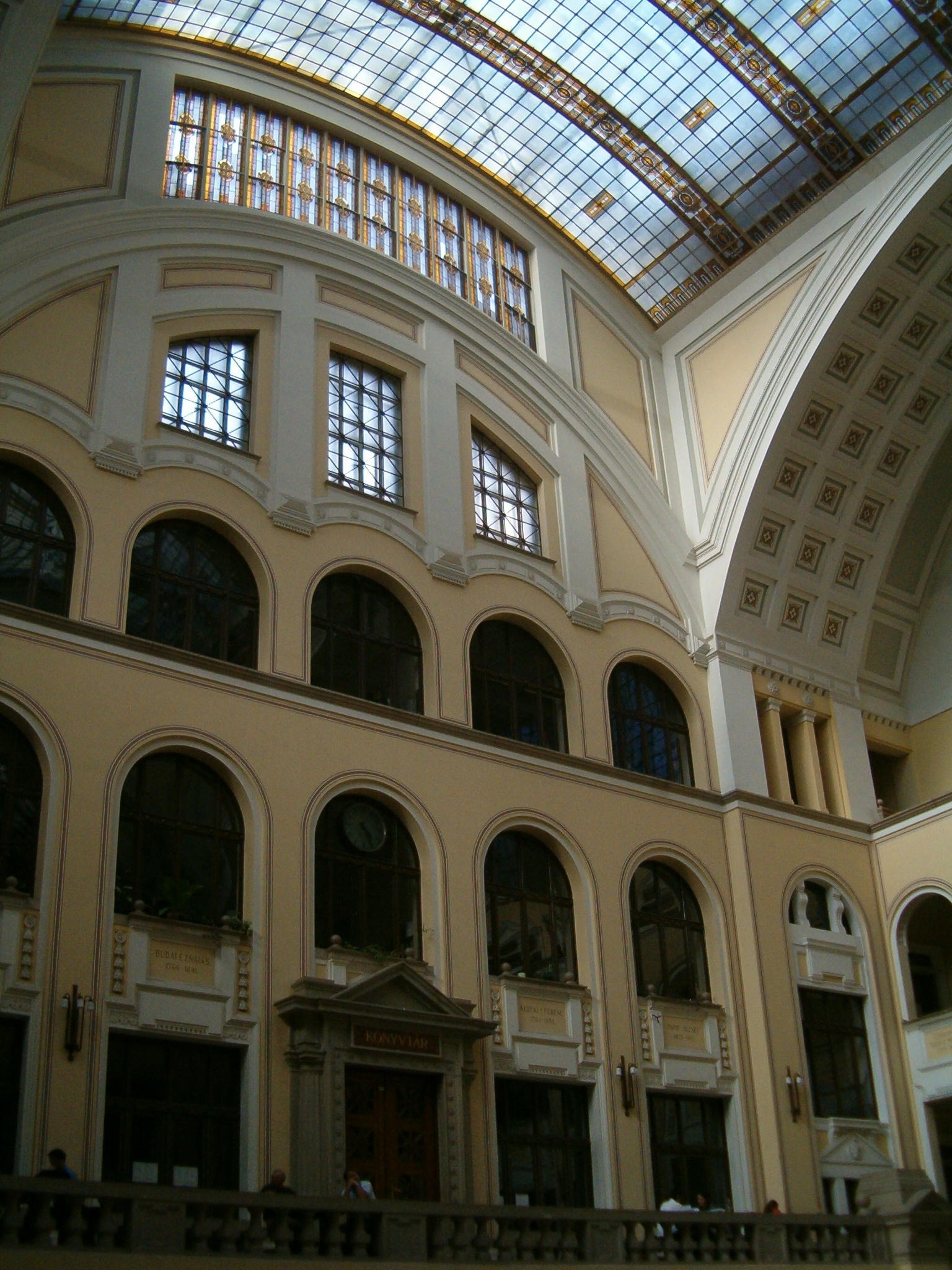
Hol Uniwersytetu i wejście do biblioteki uniwersyteckiej
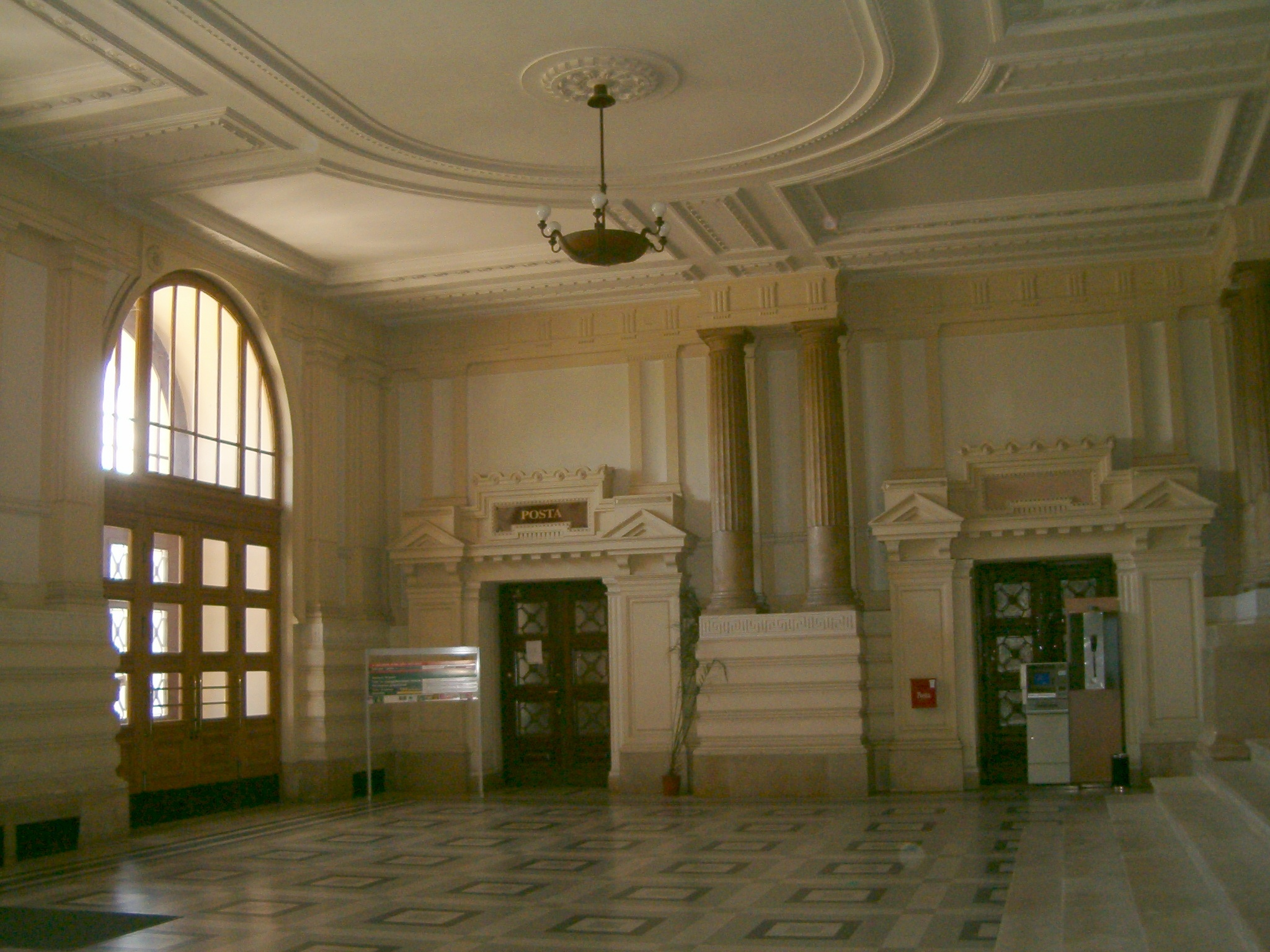
Wejście do uniwersytetu, z lewej strony wejście do poczty
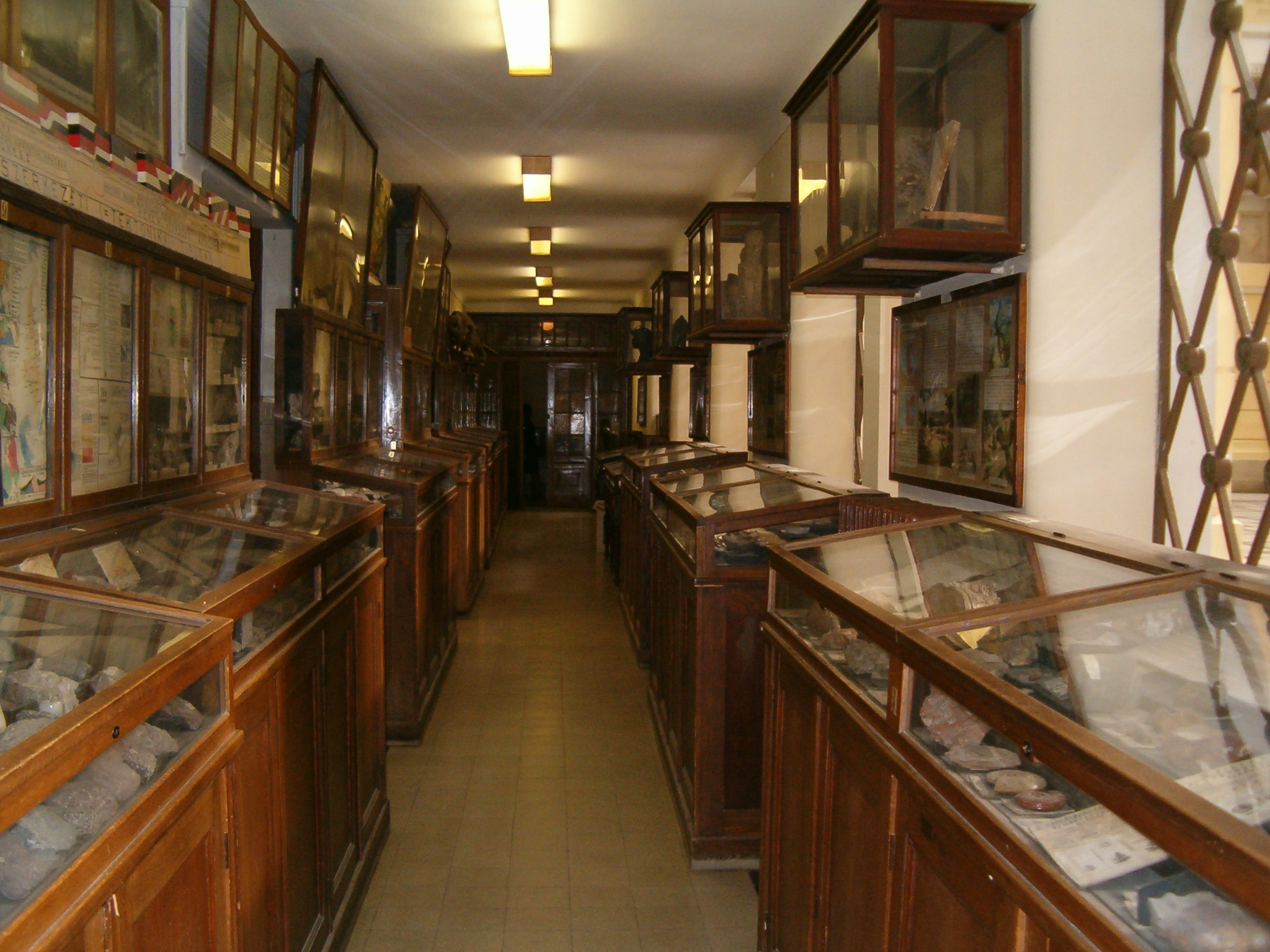
Muzeum wydziału geologicznego – muzeum geologiczne